# 보성율어중학교
보성율어중학교는 전라남도 보성군에 있었던 공립 중학교이다.

## 학교 연혁
- 1972년 12월 26일: 개교
- 2015년 2월 28일: 보성복내중학교와 통합으로 인해 43년만에 폐교

## 참고 자료
- 보성율어중학교 - 한국교육학술정보원 학교알리미